# Volta Limburg Classic 2018
De 45e editie van de Nederlandse wielerwedstrijd Volta Limburg Classic werd gehouden op 31 maart 2018. De start en finish vonden plaats in Eijsden. Bij de mannen won Jan Tratnik, bij de vrouwen Belle de Gast.

## Mannen
Bij de mannen was de wedstrijd onderdeel van de UCI Europe Tour 2018, in de categorie 1.1. Het vernieuwde parcours omvatte nu zowel de Gulperberg als de "Koning van Spanje" die vier keer beklommen moesten worden; de laatste klim in Moerslag lag nog steeds op veertien kilometer van de finish op de kasseien in de Diepstraat. De editie van 2017 werd gewonnen door de Italiaan Marco Canola. Hij werd opgevolgd door de Sloveen Jan Tratnik.

### Uitslag
| Volta Limburg Classic 2018 |                 |                              |          |
| Plaats                     | Naam            | Ploeg                        | Tijd     |
| Winnaar                    | Jan Tratnik     | CCC Sprandi Polkowice        | 4u42'34" |
| 2                          | Marco Tizza     | Nippo-Vini Fantini           | + 1"     |
| 3                          | Jimmy Janssens  | Roompot-Nederlandse Loterij  | z.t.     |
| 4                          | Thomas Degand   | Wanty-Groupe Gobert          | + 3"     |
| 5                          | Edward Dunbar   | Aqua Blue Sport              | + 5"     |
| 6                          | Jérôme Baugnies | Wanty-Groupe Gobert          | + 41"    |
| 7                          | Antoine Warnier | WB Veranclassic-Aqua Protect | z.t.     |
| 8                          | Jeroen Meijers  | Roompot-Nederlandse Loterij  | + 53"    |
| 9                          | Aksel Nõmmela   | BEAT Cycling Club            | z.t.     |
| 10                         | Quentin Pacher  | Vital Concept Cycling Club   | z.t.     |

## Vrouwen
Net als in 2017 werd er wederom een editie voor vrouwen georganiseerd, de tweede keer sinds de wedstrijd Volta Limburg Classic heet. Het was een nationale clubwedstrijd, waaraan vier UCI-teams deelnamen (Boels Dolmans, Parkhotel Valkenburg-Destil, Doltcini-Van Eyck Sport en Health Mate-Cyclelive), de nationale juniorenselecties van Nederland en Litouwen en vijftien clubteams, waaronder Swabo Ladies, Jan van Arckel en Jos Feron Lady Force. Verder deden 18 rensters op individuele basis mee, waaronder Rotem Gafinovitz van Waowdeals Pro Cycling, Aafke Soet van WNT-Rotor en Liane Lippert, Pernille Mathiesen en Ruth Winder van Sunweb. Het parcours bij de vrouwen bestond uit een grote lus met o.a. de Bemelerberg, vervolgens vier ronden met het Savelsbos en Moerslag en ten slotte de lokale ronde in Eijsden. De Canadese Karol-Ann Canuel van de Limburgse ploeg Boels Dolmans was titelverdedigster. Deze editie werd gewonnen door Belle de Gast, die samen met Jip van den Bos en Roos Hoogeboom in de kopgroep zat.

### Uitslag
| Volta Limburg Classic 2018 |                       |                            |          |
| Plaats                     | Naam                  | Ploeg                      | Tijd     |
| Winnaar                    | Belle de Gast         | Parkhotel Valkenburg       | 3u00'06" |
| 2                          | Jip van den Bos       | Boels Dolmans              | + 1"     |
| 3                          | Roos Hoogeboom        | Maaslandster               | + 4"     |
| 4                          | Lorena Wiebes         | Parkhotel Valkenburg       | + 21"    |
| 5                          | Skylar Schneider      | Boels Dolmans              | + 23"    |
| 6                          | Kaat Hannes           | Jos Feron Ladies Force     | z.t.     |
| 7                          | Daniela Gass          | Maaslandster               | z.t.     |
| 8                          | Kathrin Schweinberger | Health Mate-Cyclelive      | z.t.     |
| 9                          | Lara Defour           | Autoglas Wetteren          | z.t.     |
| 10                         | Nicole Steigenga      | Swabo Ladies               | z.t.     |
| 11                         | Akvile Gedraityte     | Litouwse selectie junioren | z.t.     |
| 12                         | Marielle Meiering     | De Kannibaal               | z.t.     |
| 13                         | Špela Kern            | Health Mate-Cyclelive      | z.t.     |
| 14                         | Kylie Waterreus       | Jan van Arckel             | z.t.     |
| 15                         | Stine Borgli          | Autoglas Wetteren          | z.t.     |
| 16                         | Liane Lippert         | Team Sunweb                | z.t.     |
| 17                         | Christina Perchtold   | Health Mate-Cyclelive      | z.t.     |
| 18                         | Bryony van Velzen     | Doltcini-Van Eyck Sport    | z.t.     |
| 19                         | Ilona Hoeksma         | Parkhotel Valkenburg       | z.t.     |
| 20                         | Marlies van der Lugt  | Swabo Ladies               | z.t.     |

1973 · 1974 · 1975 · 1976 · 1977 · 1978 · 1979 · 1980 · 1981 · 1982 · 1983 · 1984 · 1985 · 1986 · 1987 · 1988 · 1989 · 1990 · 1991 · 1992 · 1993 · 1994 · 1995 · 1996 · 1997 · 1998 · 1999 · 2000 · 2001 · 2002 · 2003 · 2004 · 2005 · 2006 · 2007 · 2008 · 2009 · 2010 · 2011 · 2012 · 2013 · 2014 · 2015 · 2016 · 2017 · 2018 · 2019 · 2020 · 2021 · 2022 · 2023 · 2024